# セントマリー川
セントマリー川（セントマリーがわ、英: St. Marys River、フランス語: rivière Sainte-Marie、セントマリーズ川、セントメアリーズ川とも表記される）は、北アメリカ五大湖のスペリオル湖、ホワイトフィッシュ湾の端に始まり、南東に74.5マイル (120 km) を流れてヒューロン湖まで、落差では23フィート (7.0 m) の川である。その全長がカナダ＝アメリカ合衆国国境となっており、東岸（北岸）はカナダのオンタリオ州、西岸（南岸）はアメリカ合衆国のミシガン州である。
川沿いにある重要地点は急流と、スーセントマリー (ミシガン州)、スーセントマリー (オンタリオ州)の双子都市であり、人工物としては国境のアメリカ側にあるスーセントマリー運河が名高い。スーセントマリーの急流は、スペリオル湖から川に入った直ぐ下流にある。
オンタリオ州側にあるこの川の支流はガーデン川とバー川である。その他カナダ側にはフォート・クリーク、ルート川、リトルカープ川、ビッグカープ川、ローワーエコー川、デスバラッツ川、トゥツリー川がある。アメリカ側では、ゴゴメイン川、マヌスコング川、リトルマヌスコング川、シャーロット川、ウェイスカ川がある。

## 歴史
ヨーロッパ人がこの地域に入ってくる以前、インディアンが漁労や交易を行い、急流近くでは陸送を行っていた。フランス人探検家エティエンヌ・ブルレが1621年頃にこの急流を旅した最初のヨーロッパ人になった。1641年イエズス会宣教師アイザック・ジョーグとシャルル・レインボーがブルレと同じ経路を辿り、急流近くで多くのオジブワ族と出逢い、そこをスーセントマリーと名付けた（スー[sault]は古フランス語で急流を意味する）。
1796年、カナダ側の岸にセントジョゼフ砦が建設され、交易基地を守り、イギリスがその地域を支配する拠点にした。この砦は1812年に始まった米英戦争でその役目を十分果たした。
1855年5月、エラスタス・コーニングのセントマリー滝船舶運河会社が最初の近代的閘門を完成し、「アメリカンロック」と呼ばれた。今日、川のアメリカ側には4か所に閘門があるが、常に使われているのは2か所のみである。1959年、スーセントマリー運河が五大湖水路体系の一部に組み込まれた。
1895年、カナダ側の競争意識からカナディアンロックが建設された。1885年に北西部反乱が起きたとき、アメリカがカナダの軍船の通行を拒んだことから、カナディアンロックが建設されることになったという説もある。現在のカナディアンロックはレクリエーション・ボートが利用している。

## 島
- ドラモンド島、セントマリー川としては最下流、ヒューロン湖に浮かぶとも言うことができる
- セントジョゼフ島、ドラモンド島の上流に位置する
- ホワイトフィッシュ島、双子都市スーセントマリーの間にある
- シュガー島、セントマリー川を東西に分ける川中島
- ニービッシュ島、シュガー島とセントジョゼフ島の間にある

## 人工物

### 橋
スーセントマリー国際橋は、鋼製トラスアーチ橋であり、川を渡す道路橋である。その直ぐ西（上流）にはスーセントマリー国際鉄道橋が単線の鉄道を通している。

### 発電所
エディソン・スー水力発電所がスーセントマリー発電運河の東端にある。この運河はスペリオル湖からヒューロン湖までアメリカンロックの南、市内を通り、その全長は1,340フィート (410 m) と、世界最長クラスの水力発電所となっている。この発電所は、74基の三相発電機で25ないし30メガワットを発電できる。1902年に完成した。スーセントマリー発電運河の掘削時に切り出された石が前面に貼られている。
アメリカ陸軍工兵司令部がアメリカンロックの直ぐ北にある水力発電所を所有し、運営している。
カナダ側ではカナディアンロックの直ぐ北に水力発電所があり、ブルックフィールド・リニューアブル・エナジー Inc.,が所有運転するフランシス・H・クラーグ発電所である。発電能力は52メガワットである。1981年に完成した。

### 運河

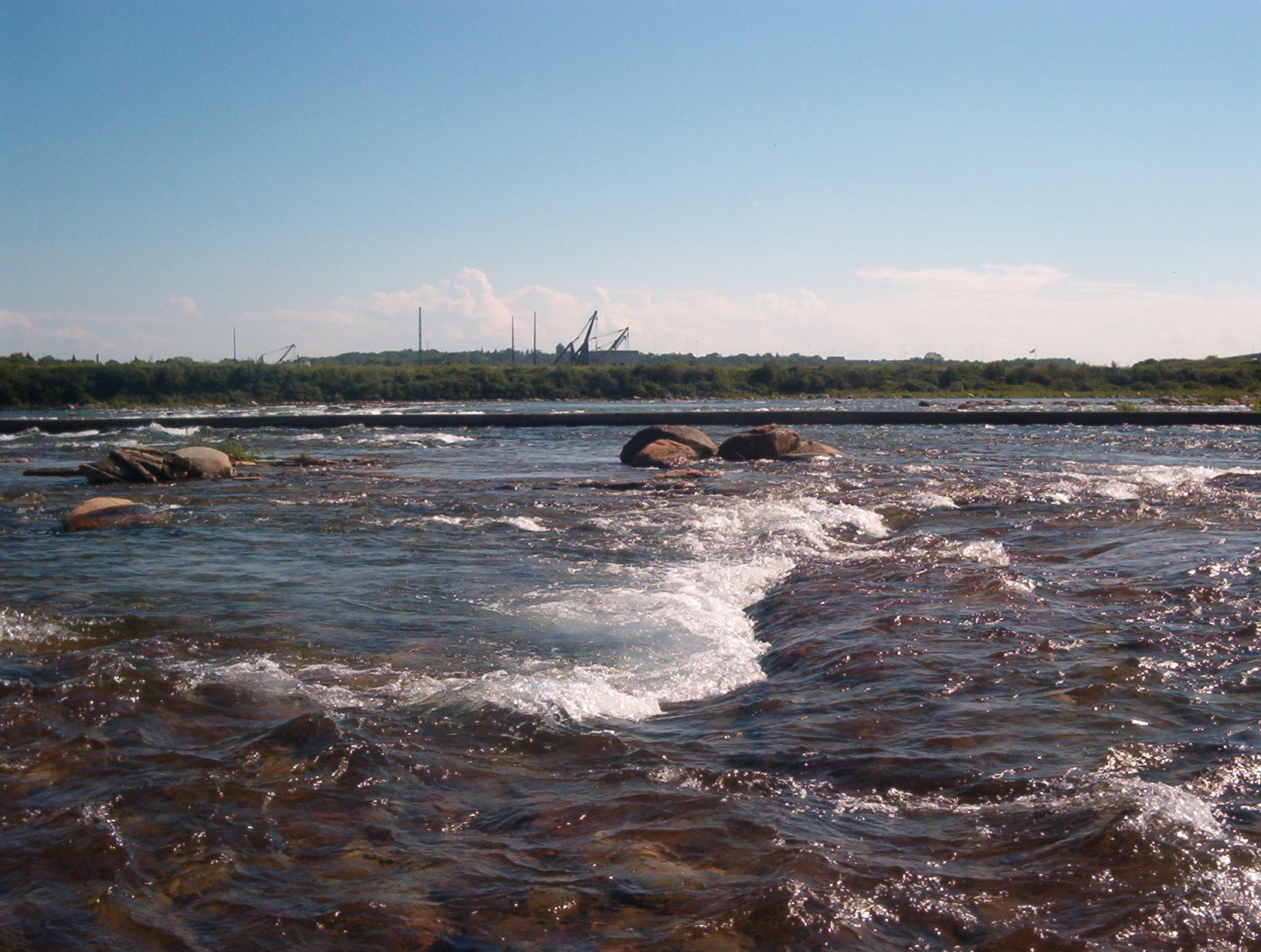
セントマリー急流にできる渦

エディソン・スー水力発電運河はその東端で、スーセントマリー滝水力発電所の発電に使われている。この運河はミシガン州スーセントマリー市中心街を本土と分けて島にしている。1898年9月にミシガン・スペリオル湖発電会社運河として始まったが、1902年6月にエディソン・スー発電会社として完成した。上流のゲイトから測ると全長は2.25マイル (3.62 km)、幅は200フィート (61 m) から220フィート (67 m)、深さは24フィート (7.3 m) ある。流水の速度は7 マイル/h (11 km/h) である。

### 閘門
スーセントマリー運河は川の北側（カナダ側）と南側（アメリカ側）にある。

### その他の工作物

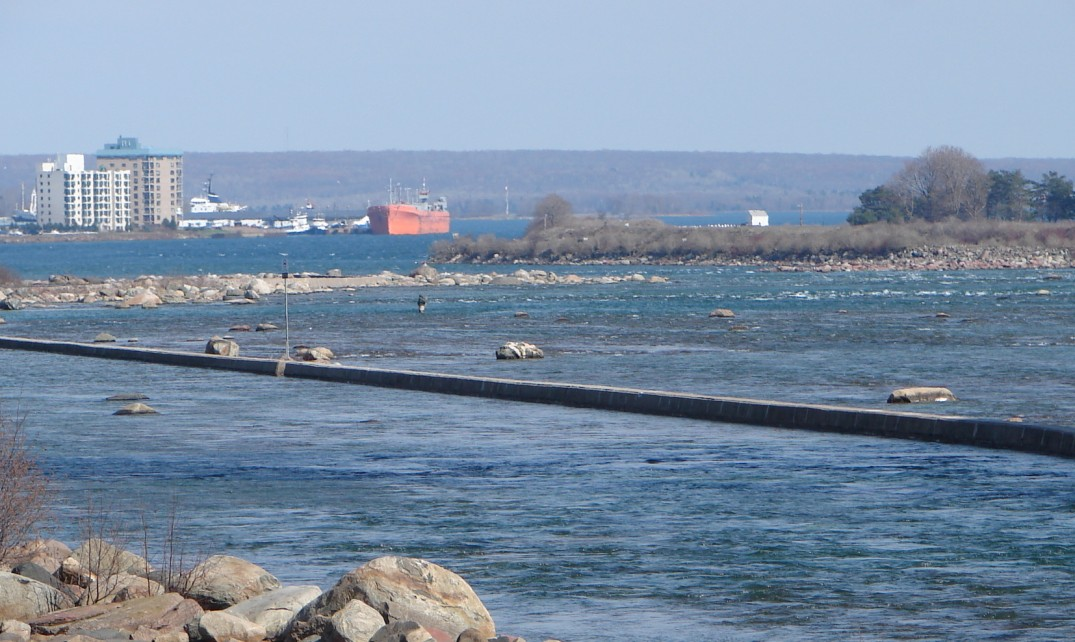
セントマリー川の急流、誘導用のコンクリート製堤が見える

急流の入り口には1組の調整用工作物があり、スペリオル湖から入ってくる水を制御するために使われている。この工作物には16か所のゲイトがあり、その半分はアメリカ側、残り半分がカナダ側にある。1901年から1921年の間に完成した。水流は国際合同委員会が調整している。
急流の北側には、急流を遡って産卵にくる魚類を守る誘導工作物として、コンクリート製堤が建設された。これはフランシス・H・クラーグ発電所からの水流が増えたことにも一部対応している。

## 汚染

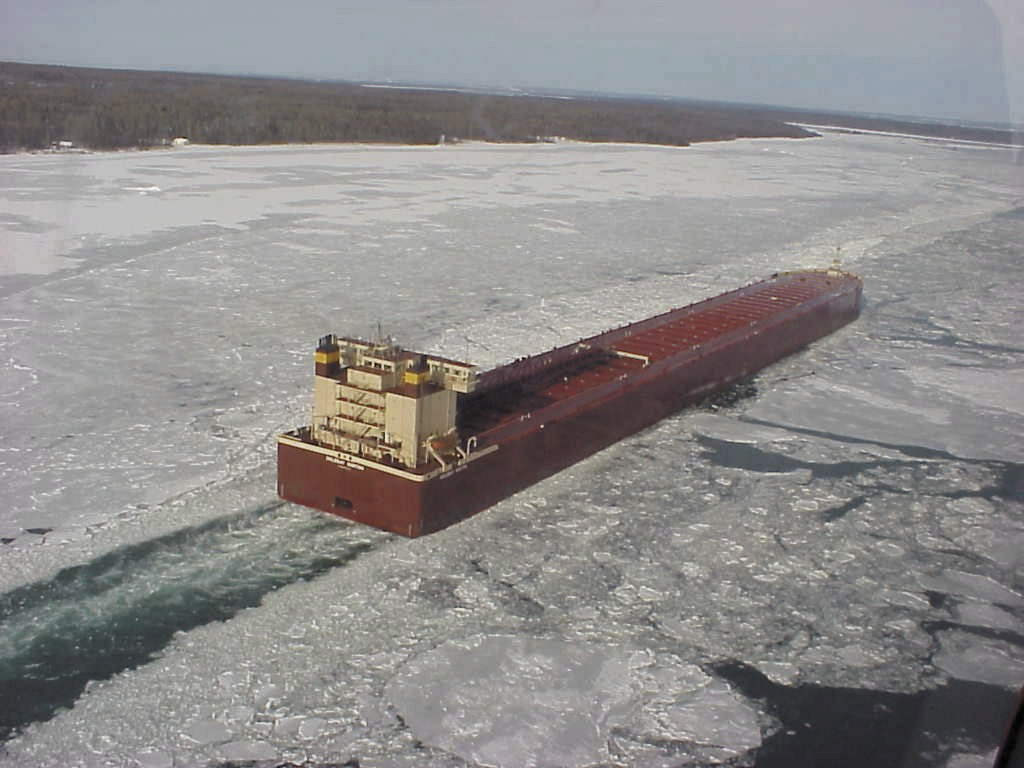
厳冬期のセントマリー川

セントマリー川はアメリカ合衆国とカナダの間に結ばれた五大湖水質協定で、五大湖地域関心事の1つに挙げられている。